# Dainippon Ink & Chemicals
Dainippon Ink and Chemicals, Incorporated (大日本インキ化学工業, Dainippon Inki Kagaku Kōgyō) (TYO: 4631) também conhecida como DIC é uma empresa dos segmentos de materiais de artes gráficas, materiais industriais, materiais eletrônicos e materiais da tecnologia da informação e negócios relacionados a compras e logística, também produz materiais bioquímicos e de construção, pigmentos orgânicos e resinas sintéticas. Tornando-se assim uma das empresas mais diversificadas do Japão. A empresa possui sede em Nihonbashi, Chuo, Japão.

Logo da Dainippon Ink & Chemicals.

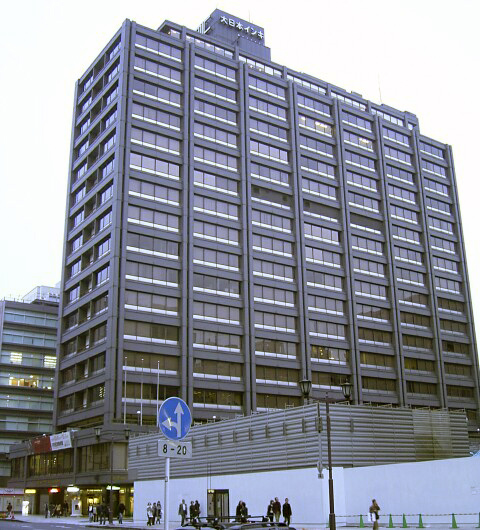
Escritório da DIC em Tóquio.

A companhia foi fundada em 15 de fevereiro de 1908. Foi uma das primeiras empresas japonesas a iniciar aquisições nos Estados Unidos, onde é bem consolidada. Em 1999 a DIC figurava entre as 20 maiores empresas no ramo petroquímico com vendas totais de 9,1 bilhões de dólares. No fechamento do ano de 2006 a empresa teve 8,5 bilhões de dólares de vendas, possuía na mesma época mais de 25 mil funcionários.